# 休曼斯維爾
休曼斯維爾（Humansville）是美國密蘇里州波爾克縣的一座城市。截至2010年人口普查，城市人口為1,048。它是密蘇里州斯普林菲爾德大都會統計區的一部分。卡爾·隆恩（Carl Long）是現任市長，已於2019年10月7日宣誓就職。